# 顧曾唯
顧曾唯（？—？），字一貫，號鲁斋，直隸蘇州府吳江縣人，民籍，明朝政治人物。

## 生平
嘉靖二十八年（1549年）己酉科應天府鄉試第三名舉人。嘉靖三十二年（1553年）中式癸丑科會試第一百二名，三甲第一百四十三名進士。兵部观政，授浙江金华知县，三十六年八月选授浙江道試御史，三十七年二月實授。巡按广西，赶走久留境内的安南贡使。以祖父年老請告归。

## 家族
曾祖顧寬；祖父顧綱；父顧文藻，母周氏。兄曾德、弟曾学、曾約、曾孝、曾第、曾可、曾忠。